# يوشيو ناكاجاوا
يوشيو ناكاجاوا هو سياسي ياباني، ولد في 14 مارس 1938 في اليابان. حزبياً، نشط في الحزب الليبرالي الديمقراطي الياباني. وقد انتخب عضو مجلس المستشارين (26 يوليو 1998 – 25 يوليو 2010).